# Гостиный двор (Новочеркасск)
Гостиный двор — историческое здание в городе Новочеркасске Ростовской области. Адрес: Платовский проспект, 61.

## История
Здание Гостиного двора на Платовском проспекте в Новочеркасске представляет собой двухэтажное историческое сооружение, которое возводилось в XIX веке. Первоначально на месте каменного здания Гостиного двора находилось деревянное здание также Гостиного двора, покрытое тёсом.  В день основания Новочеркасска 18 мая 1805 года на площади заложили каменный гостиный (торговый) двор. По названию здания прилегающая площадь также первоначально называлась площадью Гостиного двора.
Дом имел два длинных крыла. В настоящее время сохранилось только правое крыло и малая часть левого. Планировку и строительство зданий Гостиного двора осуществлял академик архитектуры И. О. Вальпреде. Здание имело большие размеры и протяжённость, в нём размещалось множество лавок с товарами различного назначения.
В начале XX века в здании работало четыре кинотеатра: «Бомонд», «Палас», «Варьете», «Идэм».  Торговые ряды частично сгорели во время Великой Отечественной войны, на их месте в настоящее время разместилось здание администрации города.

## Архитектура
Фасады двухэтажных зданий Гостиного двора были выполнены в виде обходной галереи с арочными и прямоугольными обрамлениями входных дверей и окон. Вальпреде использовал в здании мотивы декорировки позднего классицизма и ампира, связав воедино оформление Гостиного двора и Атаманского дворца. Здание украшено сдвоенными пилястрами на торцах угловых ризалитов, имеет межэтажный и венчающий карниз, полуциркульные окна. Здание окрашено в жёлтый цвет, архитектурные элементы выделены белым цветом.